# Friedhof Malvazinky

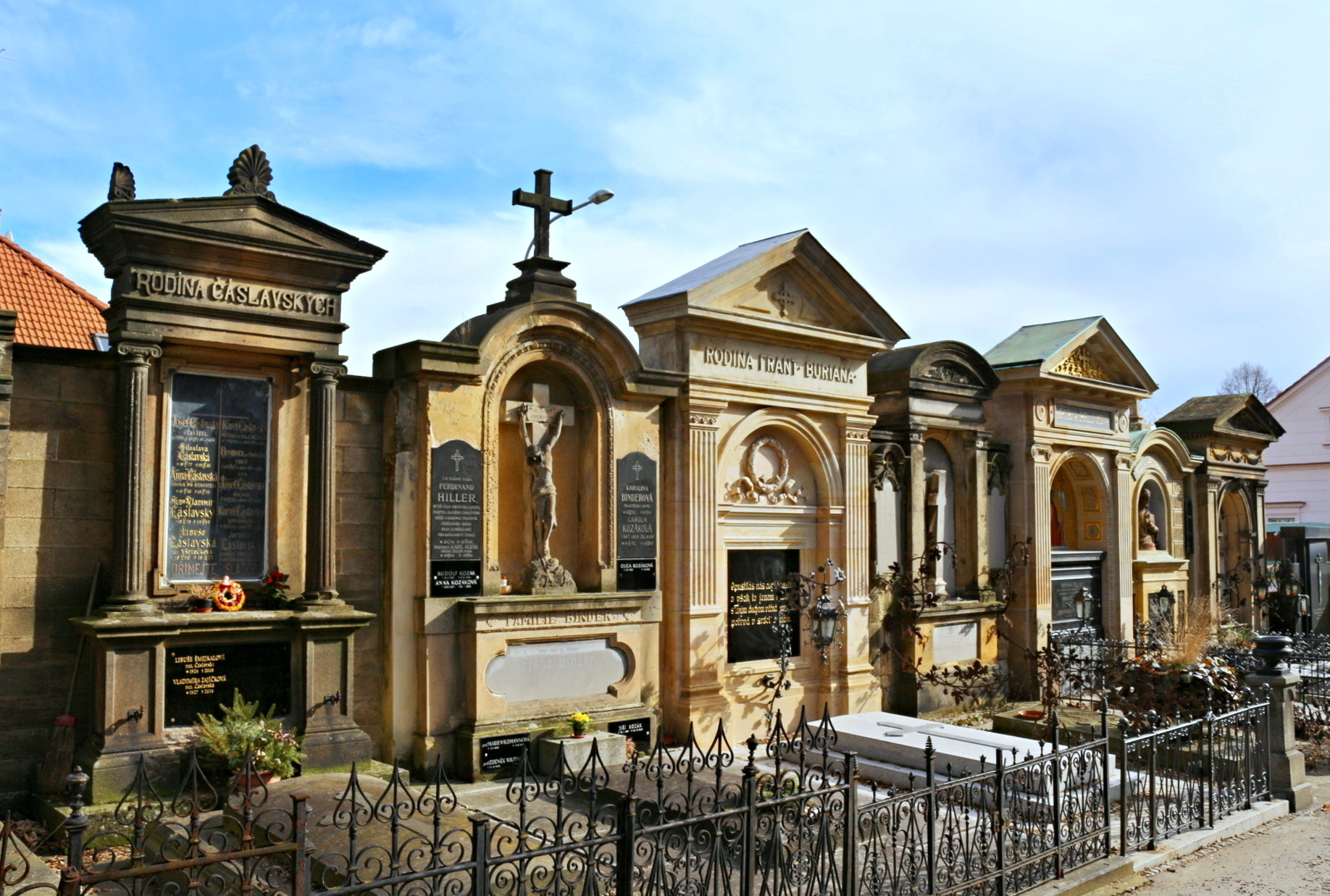
Friedhof Malvazinky

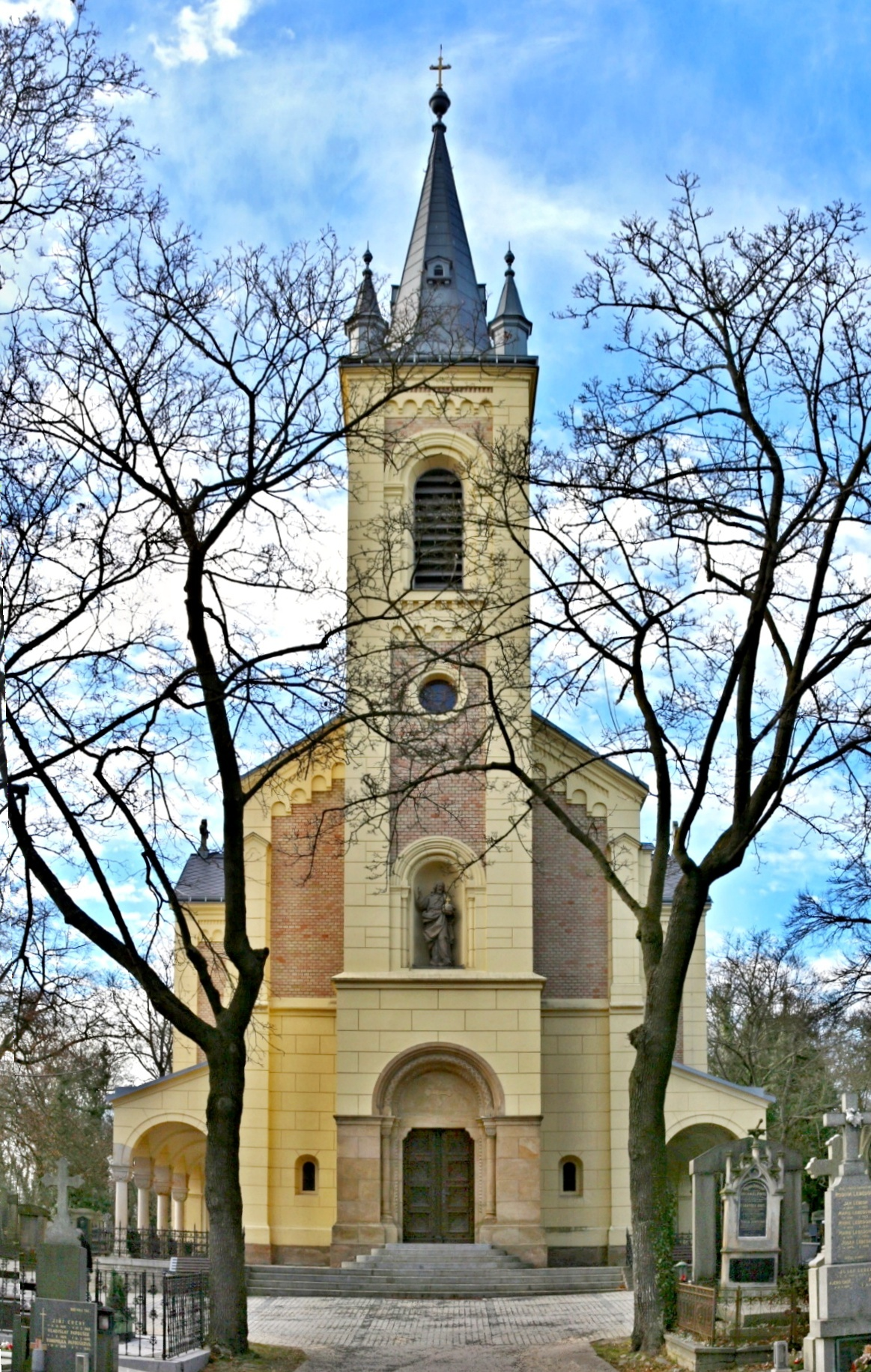
Friedhofskirche Philippus und Jakobus

Der Friedhof Malvazinky (tschechisch Hřbitov Malvazinky, auch Friedhof Smíchov) befindet sich in Smíchov, einem westlich der Moldau gelegenen Stadtteil der tschechischen Hauptstadt Prag. Die Friedhofskirche ist den Aposteln Philippus und Jakobus geweiht.

## Geschichte
Die Gemeinde Smíchov kaufte 1875 das Grundstück um einen Friedhof zu errichten und beauftragte Antonín Viktor Barvitius mit der Gestaltung. 1896 wurde die neuromanische Kirche eingeweiht. Am Friedhofstor befindet sich eine 6 Meter hohe barocke Säule mit Sonnenuhr.
Als eigenständige Abteilung des Friedhofs wird der 1903 angelegte und 6205 m² große Neue Jüdische Friedhof Smíchov geführt, auf welchem sich etwa 800 Grabsteine befinden.

## Persönlichkeiten
Auf dem mehr als sieben Hektar großen Areal sind unter anderem beigesetzt:
- Wenzel Robert von Kaunitz (1848–1913), Adliger
- Jakub Arbes (1840–1914), Journalist und Schriftsteller
- Egon Bondy (1930–2007), Philosoph und Schriftsteller
- Josefina Čermáková (1849–1895), Schauspielerin
- Karel Gott (1939–2019), Sänger
- Jan Janský (1873–1921), Arzt und Psychiater
- Jiří Karásek ze Lvovic (1871–1951), Schriftsteller
- Ladislav Klíma (1878–1928), Philosoph und Dichter
- Kajetán Matoušek (1910–1994), Weihbischof der Untergrundkirche
- Antonie Nedošinská (1885–1950), Schauspielerin
- Antonin Novotny (1904–1975), Staatspräsident der ČSSR
- Ondřej Sekora (1899–1967), Kinderbuchautor, Illustrator
- Milan Tošnar (1925–2016), Läufer
- Hermann Ungar (1893–1929), Schriftsteller
- František Veselý (1943–2009), Fußballer
- Čeněk Vosmík (1860–1944), Bildhauer